# The Day Is My Enemy
The Day Is My Enemy (с англ. — «День — мой враг») — шестой студийный альбом британской электронной группы The Prodigy. Его релиз состоялся 30 марта 2015 года на лейблах Take Me to the Hospital/Cooking Vinyl в Великобритании и на лейблах Three Six Zero Music/Warner Records в США.
Альбом был написан за шесть лет, а участники группы, Максим Реалити и Кит Флинт, активно участвовали в процессе написания песен. Название альбома является отсылкой к песне Коула Портера «All Through the Night», в частности к одной из фраз её текста „the day is my enemy, the night my friend“, хотя именно версия Эллы Фицджеральд изначально вдохновила на название этого трека.
Из-за общего отсутствия интереса группы к записям альбомов и времени, потраченного на их создание, считалось, что The Day Is My Enemy будет их последним альбомом, поскольку они перейдут к выпуску EP, однако в сентябре 2017 года группа подписала контракт на всемирное издание пластинок с BMG Rights Management, и в 2018 году выпустила свой следующий альбом No Tourists.

## Запись
Впервые о существовании нового альбома The Prodigy стало известно в 2011 году, когда группа выступила с новыми треками на своих живых выступлениях. Первые два из этих треков были «A. W. O. L.» и «Dogbite», а в 2012 году появился новый трек под названием «Jetfighter». Лиам Хоулетт подтвердил, что новый альбом будет более „мрачным“ по сравнению с их предыдущими релизами. 3 мая 2012 года было объявлено предварительное название альбома — How to Steal a Jetfighter. 2 июля 2014 года The Prodigy объявили, что альбом будет представлен под совершенно другим названием.
Вторым рабочим названием альбома было Rebel Radio, что Хоулетт объяснил тем, что подобрать название для альбома было трудно. В итоге вместо этого он решил дать такое название одному из треков альбома.
Альбом был написан и записан во время гастролей, в различных гостиничных номерах по всему миру, на рейсах, в частной студии The Prodigy в Tileyard Studios, а также сведён в SARM. Хоулетт обнаружил, что «интенсивность — это слово, которое постоянно всплывает» при описании альбома. Весь процесс записи занял почти шесть лет, потребовалось несколько студий и несколько перезапусков, чтобы сформировать этот «яростный, энергичный звук». The Day Is My Enemy стал вторым альбомом после Invaders Must Die, где все участники работали над его созданием, что создало некоторую степень разногласий, хотя Флинт отметил, что «четыре года назад мы сели и поговорили о том, как получится следующий альбом, и мы знали, что должны выпустить самый „групповой“ альбом, который могли бы создать».

## Композиция
Заглавный трек альбома стал последним треком, который был спродюсирован для альбома. В интервью BBC Radio 6 Music Хоулетт сказал, что идея трека возникла, когда один из его друзей, Олли Бурден, сыграл Хоулетту гитарный рифф, который он сочинил, и который в конечном итоге послужит основой для трека. У Хоулетта появилась идея для трека и попросил использовать рифф во время производства, причём было достаточно причин, что такая песня станет открывающей для альбома. Трек также включает в себя дополнительное исполнение барабанов, предоставленное швейцарским барабанным корпусом Top Secret Drum Corps.
Трек «Ibiza», записанный при участии Sleaford Mods, критикует современную культуру диджеев. Лиам Хоулетт в интервью объяснил:

У нас было выступление на Ибице, хоть я и не фанат этого места. Против острова мы ничего не имеем, нам не нравятся тупые клоуны, которые туда прилетают на своих Лирджетах, подключают флешки и размахивают руками под готовые миксы.
Оригинальный текст (англ.)We did a gig in Ibiza, and I’m not a great fan of the place, but it isn’t an attack on the island, it’s an attack on these mindless fucking jokers that arrive in their Learjets, pull a USB stick out of their pockets, plug it in and wave their hands in the air to a pre-programmed mix.

Джейсон Уильямсон из Sleaford Mods записал главный вокал на треке «Ibiza» и появился вместе с тремя участниками The Prodigy в официальном видеоклипе на эту песню.

## Продвижение и выпуск
Первый сингл, «Nasty», был анонсирован на официальных страницах группы в Instagram и Facebook 29 декабря 2014 года. 12 января 2015 года был выпущен видеоклип, в котором присутствует лиса, изображённая на обложке альбома. 26 января 2015 года группа выпустила официальное аудио для заглавного трека «The Day Is My Enemy» на своём официальном канале YouTube и в качестве загружаемого контента. Официальный видеоклип на третий сингл, «Wild Frontier», был выпущен 23 февраля 2015 года. Он был снят голландским режиссёром Машей Хальберстад и аниматором Элмером Кааном.
Песня «Wall Of Death» была выпущена 16 марта 2015 года в качестве сингла для продвижения, сопровождаемого текстом. Британский ритейлер HMV объявил в за неделю, до выхода альбома, что они с группой будут выпускать эксклюзивный EP вместе с альбомом, который в основном будет состоять из ремиксов песен «Nasty» и «Wild Frontier». Песня «Ibiza» была выпущена в качестве пятого сингла альбома 23 марта 2015 года, а «Rhythm Bomb» была выпущена в качестве промосингла 25 марта 2015 года. «Get Your Fight On» была также выпущена в качестве промосингла 26 марта 2015 года. Клип на песню «Ibiza» был загружен на YouTube-канал The Prodigy 20 апреля 2015 года.
3 апреля 2015 года группа спроектировала изображения обложки альбома на несколько достопримечательностей Лондона в качестве партизанского маркетинга. Обложка была спроектирована на электростанцию Баттерси, станцию Лондонского метрополитена на Шордич-Хай-Стрит и на здания Вестминстерского дворца, причём проекции привлекли относительное внимание властей. Группа опубликовала фотографии и видео с мероприятия на своих страницах в Facebook и Instagram, с хештегом, который является отсылкой к треку группы «Their Law» с их второго студийного альбома Music for the Jilted Generation.
Альбом The Day Is My Enemy был выпущен 30 марта 2015 года звукозаписывающими компаниями Take Me to the Hospital/Cooking Vinyl в Великобритании и Three Six Zero Music/Warner Bros. Records в Соединённых Штатах.

## Реакция критиков
| Совокупная оценка   | Совокупная оценка |
| Источник            | Оценка            |
| ------------------- | ----------------- |
| AnyDecentMusic?     | 5.7/10            |
| Metacritic          | 67/100            |
| Оценки критиков     |                   |
| Источник            | Оценка            |
| AllMusic            | [ 25 ]            |
| Billboard           | [ 26 ]            |
| The Daily Telegraph | [ 27 ]            |
| The Guardian        | [ 28 ]            |
| Mixmag              | 8/10              |
| Mojo                | [ 30 ]            |
| NME                 | 8/10              |
| Pitchfork           | 6.0/10            |
| Rolling Stone       | [ 33 ]            |
| Uncut               | 7/10              |

В отличие от их двух предыдущих альбомов, реакция музыкальных критиков на The Day Is My Enemy была положительной. Оценка альбома составляет совокупный балл 67 из 100 на сайте-агрегаторе Metacritic, что указывает на «в целом благоприятные отзывы».
Kerrang! наградив альбом своей самой высокой оценкой, описал его «одновременно стимулированным как захватывающим творческим потенциалом, так и социальным бесчинством, которые возникают, когда люди находятся в коконе атмосферы страха», и назвал его самым захватывающим и гневным британским альбомом года. NME изначально считал, что эти треки написаны в основном для живых выступлений, но тем не менее назвал альбом «наиболее значительным и самонадеянным у The Prodigy со времён The Fat Of The Land». Consequence of Sound процитировал трек «Beyond The Deathray» как кульминацию альбома, заявив, что он «воплощает этот новый подход, ориентированный на группу, и это, вероятно, самый превосходный трек в дискографии The Prodigy».
AllMusic заметил, что ориентированный на группу подход принёс пользу нескольким трекам с альбома, но в целом раскритиковал её общую длительность, обнаружив, что из 14 треков он «скорее возведённый для возвращающихся членов фан-клуба, а не для привлечения EP EDM-тусовки». В более язвительном обзоре Drowned in Sound аналогично раскритиковал альбом, заявив, что группа «охватывает свою психо-цирковую фишку до состояния асфиксии». Дэрил Китинг из Exclaim! раскритиковал попытки группы вернуть свой олдскульный брейкбит и «ужасные стилистические комбинации», называя пластинку «неловким зрелищем, которое заканчивается крайне плохо».
The Day Is My Enemy дебютировал на первом месте в UK Albums Chart, став шестым подряд альбомом группы, достигшим вершины британского чарта. Альбом получил «золотой» статус по версии Британской ассоциации производителей фонограмм в Великобритании.

## Список композиций
| №                   | Название                                                | Автор(ы)                                                               | Длительность |
| ------------------- | ------------------------------------------------------- | ---------------------------------------------------------------------- | ------------ |
| 1.                  | «The Day Is My Enemy» (совместно с Мартиной Топли-Бёрд) | Лиам Хоулетт Олли Бурден Коул Портер                                   | 4:24         |
| 2.                  | «Nasty»                                                 | Хоулетт Кит Флинт Тим Хаттон Ник Холкс                                 | 4:03         |
| 3.                  | «Rebel Radio»                                           | Хоулетт Саймон Файемишин Стюарт Хэншолл Винсент Уэлч Пол Фрэзер Хаттон | 3:52         |
| 4.                  | «Ibiza» (совместно с Sleaford Mods)                     | Хоулетт Джейсон Уильямсон                                              | 2:45         |
| 5.                  | «Destroy»                                               | Хоулетт Зак Лэйкок                                                     | 4:28         |
| 6.                  | «Wild Frontier»                                         | Хоулетт Джо Эрскине Лука Гулотта Хаттон Холкс                          | 4:28         |
| 7.                  | «Rok-Weiler»                                            | Хоулетт Флинт Хэншолл Уэлч Фрэзер                                      | 3:50         |
| 8.                  | «Beyond the Deathray»                                   | Хоулетт Neil McLellan [англ.]                                          | 3:08         |
| 9.                  | «Rhythm Bomb» (совместно с Flux Pavilion)               | Хоулетт Джошуа Стил Черт Уильямс Двэйн Ричардсон                       | 4:12         |
| 10.                 | «Roadblox»                                              | Хоулетт Максим Реалити                                                 | 5:00         |
| 11.                 | «Get Your Fight On»                                     | Хоулетт Реалити Хаттон Эрскине Гулотта Холкс Pepe Deluxé               | 3:38         |
| 12.                 | «Medicine»                                              | Хоулетт Марк Хулл Реалити                                              | 3:56         |
| 13.                 | «Invisible Sun»                                         | Хоулетт                                                                | 4:16         |
| 14.                 | «Wall of Death»                                         | Хоулетт Бурден Флинт                                                   | 4:12         |
| Общая длительность: | Общая длительность:                                     | Общая длительность:                                                    | 56:12        |

| №   | Название             | Автор(ы)                              | Длительность |
| --- | -------------------- | ------------------------------------- | ------------ |
| 15. | «Rise of the Eagles» | The Eighties Matchbox B-Line Disaster | 3:47         |

| №   | Название                                                      | Длительность |
| --- | ------------------------------------------------------------- | ------------ |
| 1.  | «The Day Is My Enemy» (Liam H. Remix совместно с Dope D.O.D.) | 2:53         |
| 2.  | «Shut 'em Up» (The Prodigy vs Public Enemy vs Manfred Mann)   | 4:20         |
| 3.  | «Get Your Fight On» (Live at Alexandra Palace 2015)           | 3:49         |
| 4.  | «Roadblox» (Live at Sonicmania Japan 2015)                    | 4:16         |
| 5.  | «Roadblox» (The Jaguar Skills Ninja Terminator Remix)         | 4:19         |
| 6.  | «Roadblox» (Reso Remix)                                       | 4:32         |
| 7.  | «Medicine» (South Central Remix)                              | 4:42         |
| 8.  | «AWOL» (Strike One)                                           | 2:59         |
| 9.  | «Nasty» (Spor Remix)                                          | 5:09         |
| 10. | «Nasty» (DJ Zinc Remix)                                       | 4:11         |
| 11. | «Nasty» (Onen Remix)                                          | 3:57         |
| 12. | «Wild Frontier» (KillSonik Remix)                             | 5:27         |
| 13. | «Wild Frontier» (Wilkinson Remix)                             | 4:16         |
| 14. | «Wild Frontier» (Jesse and the Wolf Remix)                    | 3:40         |
| 15. | «Wild Frontier» (Simon Neale VIP)                             | 5:42         |
| 16. | «Ibiza» (Instrumental)                                        | 2:45         |
| 17. | «Rebel Radio» (Proxy Remix)                                   | 5:15         |
| 18. | «Rebel Radio» (René LaVice's Start a Fucking Riot Remix)      | 5:05         |
| 19. | «The Day Is My Enemy» (Caspa Remix)                           | 3:30         |
| 20. | «The Day Is My Enemy» (Chris Avantgarde Remix)                | 3:52         |
| 21. | «The Day Is My Enemy» (LH Edit)                               | 3:36         |

| №   | Название                                                                    | Длительность |
| --- | --------------------------------------------------------------------------- | ------------ |
| 1.  | «The Day Is My Enemy» (Liam H Remix совместно с Dope D.O.D.)                | 2:53         |
| 2.  | «Shut 'em Up» (The Prodigy vs Public Enemy vs Manfred Mann)                 | 4:20         |
| 3.  | «Get Your Fight On» (Live at Alexandra Palace 2015)                         | 3:49         |
| 4.  | «Roadblox» (Live at Sonicmania Japan 2015)                                  | 4:16         |
| 5.  | «Roadblox» (The Jaguar Skills Ninja Terminator Remix)                       | 4:19         |
| 6.  | «Roadblox» (Reso Remix)                                                     | 4:32         |
| 7.  | «Medicine» (South Central Remix)                                            | 4:42         |
| 8.  | «AWOL» (Strike One)                                                         | 2:59         |
| 9.  | «Nasty» (Spor Remix)                                                        | 5:09         |
| 10. | «Wild Frontier» (KillSonik Remix)                                           | 5:27         |
| 11. | «Wild Frontier» (Jesse and the Wolf Remix)                                  | 3:40         |
| 12. | «Wild Frontier» (Wilkinson Remix)                                           | 4:16         |
| 13. | «Rebel Radio» (Proxy Remix)                                                 | 5:15         |
| 14. | «Rebel Radio» (René LaVice's Start a Fucking Riot Remix)                    | 5:05         |
| 15. | «Ibiza» (Instrumental)                                                      | 2:45         |
| 16. | «The Day Is My Enemy» (Chris Avantgarde Remix)                              | 3:52         |
| 17. | «The Day Is My Enemy» (Liam H Remix совместно с Dope D.O.D.) (Instrumental) | 2:53         |
| 18. | «The Day Is My Enemy» (LH Edit)                                             | 3:36         |

| №  | Название                                   | Длительность |
| -- | ------------------------------------------ | ------------ |
| 1. | «Wild Frontier» (KillSonik Remix)          | 5:19         |
| 2. | «Wild Frontier» (Jesse and the Wolf Remix) | 3:38         |
| 3. | «Wild Frontier» (Wilkinson Remix)          | 4:08         |
| 4. | «Wild Frontier» (Instrumental)             | 4:30         |
| 5. | «Nasty» (Instrumental)                     | 4:07         |
| 6. | «Nasty» (Spor Remix)                       | 5:11         |

| №   | Название                          | Длительность |
| --- | --------------------------------- | ------------ |
| 15. | «Rebel Radio» (Proxy Remix)       | 5:16         |
| 16. | «Wild Frontier» (KillSonik Remix) | 5:17         |

| №  | Название                                                 | Длительность |
| -- | -------------------------------------------------------- | ------------ |
| 1. | «AWOL (Strike One)»                                      | 2:58         |
| 2. | «Rebel Radio» (René LaVice's Start A Fucking Riot Remix) | 5:08         |
| 3. | «Nasty» (Spor Remix)                                     | 5:11         |
| 4. | «The Day Is My Enemy» (Caspa Remix)                      | 3:30         |
| 5. | «Wild Frontier» (Jesse and the Wolf Remix)               | 3:38         |
| 6. | «Wild Frontier» (Shadow Child Remix)                     | 5:43         |
| 7. | «Nasty» (Onen Remix)                                     | 3:59         |
| 8. | «Nasty» (Zinc Remix)                                     | 4:13         |
| 9. | «Wild Frontier» (Wilkinson Remix)                        | 4:18         |

## Участники записи
The Prodigy
- Лиам Хоулетт — автор, композитор, продюсер, синтезаторы, клавишные, семплы, звукорежиссура, сведение; дополнительные голосовые фразы (14)
- Кит Флинт — вокал (2, 3, 4, 7, 11, 13, 14), соавтор (2, 7, 14)
- Максим Реалити — вокал (1, 2, 3, 6, 10, 11, 12, 14), соавтор (10, 11, 14)

Приглашённые музыканты, сопродакшн, соавторы и звукорежиссёры
- Найл МакЛеллан — соавтор (8), сопродакшн, звукорежиссура, «ProTools операции», сведение
- Мартина Топли-Бёрд — вокал (1)
- Пол Джексон — вокал (1)
- Top Secret Drum Corps[англ.] — дополнительные «живые» барабаны (1)
- Тим Хаттон — бэк-вокал (2, 3, 6, 13), соавтор (2, 3, 6, 11)
- Саймон «Brother Culture» Файемишин — дополнительный вокал (2, 3), соавтор (3)
- Блэк Фьючерс (Стюарт Хэншолл, Винсент Уэлч, Пол Фрэзер) — соавторы (3, 7), сопродакшн (7)
- Марк Саммерс (SCORCCiO Sample Replays) — ре-продакшн/ре-плей семплов (3, 10, 12, 14)
- Джейсон Уильямсон из Sleaford Mods — вокал (4)
- Зак Лэйкок — сопродакшн (5), соавтор (5)
- KillSonik (Joe Erskine & Luca Gulotta) — сопродакшн (6, 11), соавторы (6, 11)
- Роб Холлидей — гитара (7)
- Джошуа Стил (Flux Pavilion) — сопродакшн (9), соавтор (9)
- Марк «YT» Хулл — вокал (12), соавтор (12)
- Коул Портер — автор оригинальных элементов, позаимствованных из песни «All Through The Night» (1)
- Оли Бурден — соавтор (1, 14)
- Ник Холкс — соавтор (2, 6, 11)
- Черт Уильямс — оригинальный женский вокал (9), соавтор (9) (оригинальный семпл из Jomanda[англ.] — Make My Body Rock 1990")
- Двэйн Ричардсон — соавтор (9) (оригинальный семпл из Jomanda[англ.] — Make My Body Rock 1990")
- Jari Salo — соавтор (11) (оригинальный семпл из «Pepe Deluxé — Salami Fever»)
- Paul Malmström — соавтор (11) (оригинальный семпл из «Pepe Deluxé — Salami Fever»)
- The Eighties Matchbox B-Line Disaster — авторство («Rise of the Eagles»)
- John Davis — мастеринг альбома (Metropolis Mastering)

## Позиции в чартах

### Чарты недели
| Чарт (2015)                             | Высшая позиция |
| --------------------------------------- | -------------- |
| Австралия (ARIA)                        | 8              |
| Австрия (Ö3 Austria)                    | 10             |
| Бельгия/Фландрия (Ultratop)             | 6              |
| Бельгия/Валлония (Ultratop)             | 8              |
| Дания (Hitlisten)                       | 32             |
| Нидерланды (Album Top 100)              | 2              |
| Финляндия (Suomen virallinen lista)     | 7              |
| Франция (SNEP)                          | 17             |
| Германия (Media Control)                | 6              |
| Венгрия (MAHASZ)                        | 24             |
| Ирландия (IRMA)                         | 4              |
| Италия (Classifica album)               | 19             |
| Новая Зеландия (RMNZ)                   | 18             |
| Норвегия (VG-lista)                     | 17             |
| Польша (ZPAV)                           | 7              |
| Швейцария (Schweizer Hitparade)         | 3              |
| Великобритания (UK Albums Chart)        | 1              |
| Великобритания (UK Dance Albums Chart)  | 1              |
| США (Billboard Dance/Electronic Albums) | 2              |
| США (Billboard 200)                     | 127            |

### Чарты года
| Чарт (2015)                     | Позиция |
| ------------------------------- | ------- |
| Австралия (ARIA)                | 24      |
| Бельгия (Фландрия)              | 172     |
| Бельгия (Валлония)              | 130     |
| Нидерланды (MegaCharts)         | 95      |
| Швейцария (Schweizer Hitparade) | 94      |
| Великобритания (OCC)            | 52      |